# Palpimanidae
Palpimanidae Thorell, 1870 è una famiglia di ragni appartenente all'infraordine Araneomorphae.

## Etimologia
Il nome deriva dal latino palpus, termine che indica il pedipalpo, organo sensoriale dei ragni e dal latino manus, cioè mano, in quanto in questa famiglia è particolarmente articolato, ed il suffisso -idae, che designa l'appartenenza ad una famiglia.

## Caratteristiche
Sono caratterizzati dall'avere solo due filiere al posto delle sei che è la norma. Il primo paio di zampe è molto allargato. Hanno il cefalotorace di un colore rosso intenso e posseggono sei occhi disposti in due linee sul margine anteriore; la prima linea è abbastanza dritta, la seconda è ricurva. La pars cephalica, abbastanza cospicua, li avvicina agli Eresidae.

## Comportamento
Si muovono lentamente e mantengono alzato il primo paio di zampe più robusto muovendosi in direzione della preda o della minaccia.

## Distribuzione

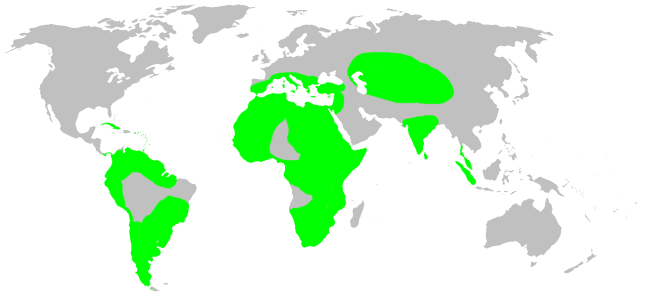
Palpimanidae, distribuzione

Sono diffusi principalmente in America Meridionale, Africa, Asia sudorientale, Cina, con alcune specie presenti nel Mediterraneo ed una in Uzbekistan.

Anisaedus levii, 1.pattern oculare; 2. prima zampa destra; 3. tarso e metatarso; 4. pedipalpo sinistro; 5. tibia e tarso; 6. epigino

## Tassonomia
Attualmente, a novembre 2020, si compone di 20 generi e 156 specie;
La suddivisione in sottofamiglie segue quella dell'entomologo Joel Hallan:
- Chediminae
  - Badia Roewer, 1961 — Senegal
  - Boagrius Simon, 1893 — Africa, Asia meridionale
  - Chedima Simon, 1873 — Marocco
  - Chedimanops Zonstein & Marusik, 2017 — Repubblica Democratica del Congo
  - Diaphorocellus Simon, 1893 — Africa
  - Hybosida Simon, 1898 — Africa, Isole Seychelles
  - Hybosidella Zonstein & Marusik, 2017 — Camerun
  - Sarascelis Simon, 1887 — Africa, India, Malaysia
  - Scelidocteus Simon, 1907 — Africa
  - Scelidomachus Pocock, 1899 — Socotra
  - Sceliscelis Oketch & Li, 2020 — Kenya
  - Steriphopus Simon, 1887 — Myanmar, Isole Seychelles, Sri Lanka
  - Tibetima Lin & Li, 2020 — Cina

- Otiothopinae Platnick, 1999
  - Anisaedus Simon, 1893 — America meridionale, Africa
  - Fernandezina Birabén, 1951 — America meridionale
  - Notiothops Platnick, Grismado & Ramírez, 1999 — Cile
  - Otiothops MacLeay, 1839 — America meridionale, Cuba

- Palpimaninae Thorell, 1870
  - Ikuma Lawrence, 1938 — Namibia
  - Levymanus Zonstein & Marusik, 2013 — Israele
  - Palpimanus Dufour, 1820 — mar Mediterraneo, Africa, America meridionale, India, Uzbekistan